# Hit
Hit o Hīt (àrab: هيت, Hīt) és una vila de l'Iraq, a la província d'al-Anbar, a la riba dreta de l'Eufrates a uns 185 km de Bagdad i al nord-oest de Ramadi. El 1800 tenia uns 1.000 habitants i el 1900 uns 2.000 o 3.000. El 1957 la nàhiya d'Hit tenia 6.892 habitants i el 1980 la ciutat en tenia 6.808. Fou un dels llocs principals per la navegació pel riu Eufrates
La ciutat disposa d'una muralla de la que subsisteixen dues portes, però no conserva cap edifici destacat. El jurista Abd-Al·lah ibn al-Mubàrak hi va morir el 797. És un mercat agrícola; hi passa també algun oleoducte.
Heròdot i Isidor de Carax l'esmenten com Is. Hit és la forma siríaca adoptada pels àrabs. El nom derivaria de l'assiri iddu o ittu, ‘asfalt’, que abundava a la regió juntament amb la nafta. Va pertànyer a medes, perses, macedonis, selèucides, parts i sassànides; va passar als àrabs el 637. El 927 s'hi va lliurar una batalla contra els càrmates de Bahrain. A la segona meitat del segle X va passar als hamdànides de Mossul.
El 1534 va passar a l'Imperi Otomà. Fou ocupada pels britànics el març de 1918 i inclosa al mandat de l'Iraq.